# Skogssjön, Ångermanland
Skogssjön är en sjö i Härnösands kommun i Ångermanland och ingår i Ångermanälven-Gådeåns kustområde. Sjön har en area på 0,175 kvadratkilometer och ligger 55,2 meter över havet.

## Delavrinningsområde
Skogssjön ingår i det delavrinningsområde (695877-160916) som SMHI kallar för Rinner mot Hemsösundet sek namn. Medelhöjden är 82 meter över havet och ytan är 28,71 kvadratkilometer. Det finns inga avrinningsområden uppströms utan avrinningsområdet är högsta punkten. Avrinningsområdets utflöde mynnar i havet, utan att ha någon enskild mynningsplats. Avrinningsområdet består mestadels av skog (85 procent). Avrinningsområdet har 0,22 kvadratkilometer vattenytor vilket ger det en sjöprocent på 0,8 procent.